# Archytas fulviventris
Archytas fulviventris är en tvåvingeart som först beskrevs av Robineau-desvoidy 1830.  Archytas fulviventris ingår i släktet Archytas och familjen parasitflugor. Inga underarter finns listade i Catalogue of Life.